# بشورة
بَشّورَة (بالإنجليزية: Vanessa)‏ أو (نقحرة: فانيسا) هو جنس من الفراشات من فصيلة حورائيات. كثير من الناس على دراية به، كما أن لديها توزيع على الصعيد العالمي ويشمل أنواع واضحة مثل بشورات الصيف.